# Херши (фильм)
«Хе́рши» (англ. Hershey) — будущая американская биографическая драма режиссёра Марка Уотерса по сценарию Шэрон Пол и Тимоти Майкла Хейса. Главные роли в фильме исполнят Финн Уиттрок и Александра Даддарио.

## Сюжет
Милтон Херши вместе со своей женой Китти (Даддарио) сумел построить кондитерскую империю, которая впоследствии стала основой его наследия в качестве филантропа. В 1909 году Милтон и Китти основали Hershey Industrial School, которая предоставляла бесплатное образование и жильё сиротам и обездоленным детям. Впоследствии передав большую часть состояния в Milton Hershey School Trust, что сделало фонд одним из самых богатых образовательных учреждений США.

## В ролях
- Финн Уиттрок — Милтон Херши
- Александра Даддарио — Кэтрин «Китти» Херши
- Алан Рак — Генри Херши
- Ричард Кинд — Джозеф Ройер
- Дэвид Костабайл — Тобиас Торнхилл
- Хелен Йорк — Маргарет

## Производство
В апреле 2025 года стало известно, что режиссёром фильма станет Марк Уотерс, а главные роли исполнят Финн Уиттрок и Александрия Даддарио.
Съёмки начались в Питтсбурге, штат Пенсильвания, в мае 2025 года и должны были продолжаться до июня. Отдельные сцены были сняты в Хармони, и в Лигонье.
Премьера фильма в США запланирована на 2026 год.